# Pherbellia knutsoni
Pherbellia knutsoni is een vliegensoort uit de familie van de slakkendoders (Sciomyzidae). De wetenschappelijke naam van de soort is voor het eerst geldig gepubliceerd in 1967 door Verbeke.